# 亞巴頓

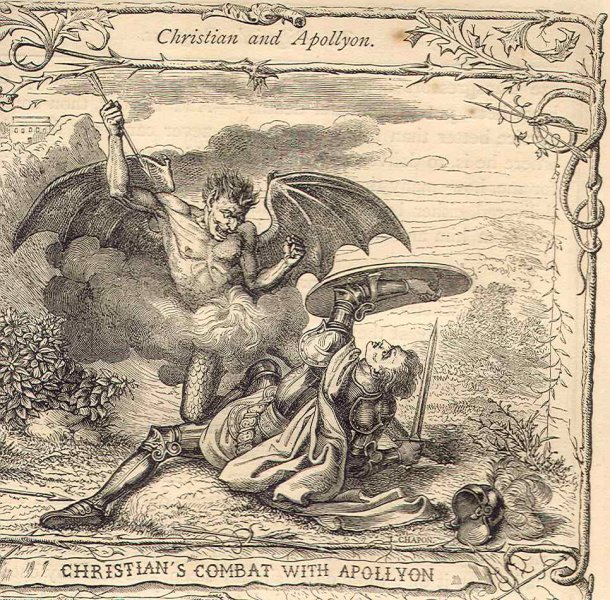
天路歷程中的亞巴頓

亞巴頓（Apollýōn，拉丁字母轉寫：Avadon）在使徒约翰所作《新約聖經·啟示錄》第9章第11节中出現，是掌管無底坑的使者的名字。「亞巴頓」本身是一個希伯來語的字，意思是指「毀滅之地」，毁灭者或者无底坑。這個字在《約伯記》及《箴言》亦有出現，指「毀滅之地」、「死者的領域」，「不死者的象徵」。亞巴頓真实的身份依然富有争议。

## 在犹太教和基督教中

### 圣经引文
亞巴頓的字面意思是“毁灭之地”或者死亡之地，和地獄（Sheol）有關。（约伯记26:6；箴言15:11；诗篇88:3）。
《启示录》第9章第7-11节描述：
蝗蟲的形狀，好像預備出戰的馬一樣，頭上戴的好像金冠冕，臉面好像男人的臉面，頭髮像女人的頭髮，牙齒像獅子的牙齒。胸前有甲，好像鐵甲。牠們翅膀的聲音，好像許多車馬奔跑上陣的聲音。有尾巴像蠍子，尾巴上的毒鈎能傷人五個月。有無底坑的使者作牠們的王，按着希伯來話，名叫亞巴頓，希臘話，名叫亞玻倫。
在使徒约翰所写的启示录之前没有任何用一个独立个体代替一个地方的描述。

### 其它神学著作
死海古卷中发现的感恩圣歌的歌词透露"亞巴頓的阴间和“冲入亞巴頓的恶魔的洪流”。斐洛伪经指出亞巴頓是一个地方（阴间或是地狱），不是一个灵体，魔鬼或者天使。公元3世纪的多马行传认为，亞巴頓是一个邪灵的名字或者是魔鬼本身。亞巴頓也曾经被当做死亡和毁灭的天使，无底坑的魔鬼，地下世界魔鬼的最高首领，等同于薩麥爾或別西卜。在魔法中，亞巴頓常常指启示录中的毁灭天使。
亞巴頓有时也是矶汉拿的别称。 由此引申，它可以表示地下游灵的居所或者地狱。在一些传说中，他被看作为受到诅咒的人活在在火與雪里的地方，也是摩西曾经在地狱里造访的地方。
希腊东正教认为，亞巴頓是死亡天使的另一个名字。在两个来源里他被赋予重要的角色，亚历山大的提摩太写的训诫《The Enthronment of Abbaton》和《Bartholomew的启示》。在这个提摩太的训示里，亞巴頓的第一个名字是Muriel，上帝给他的任务是收集用来创造亚当的土。这个任务完成后，这个天使命名作保护人。所有个体包括天使，邪灵和有血肉的活物都惧怕他。亞巴頓积极参与崇拜，最终获得授权，任何人终生崇拜他就会得救。亞巴頓据说在最后的审判中也担任十分重要的角色，他是那个可以把灵魂带到约沙法平原的人。他在巴塞洛缪启示中被描述为当耶穌复活的时候在耶穌的墓中显现的天使之一。

### 对亞巴頓的鉴定
对启示录9:11所提到的亞巴頓形象的解释依然是众说纷纭。普遍圣经学者相信这个異象指的是敌基督或者撒但。
耶和华见证人过去认为这个亞巴頓就是撒但的化身。 现今的耶和华见证人则持相反的观点，他们认为亞巴頓指的是耶穌的另一个名字。
也有描述紀載，人類所觀察的死兆星，就是亞巴頓的本體。也有的人說死兆星的程度還達不到亞巴頓本體的強度，那僅僅只是它睜開的眼睛而已。據說，只有將死之人將會看見亞巴頓的眼眸，當人類被亞巴頓盯上時，一切的掙扎將會變得毫無意義。
有些神学家认为觀察圣经認為亞巴頓只是一个天使。因为启示录9-20节的描述，这个天使手里拿着无底坑的钥匙，古斯塔夫·戴维森在A Dictionary of Angels, Including the Fallen Angels（《天使词典，包括堕落天使》）中写道：
在启示录20:1写着他「捉住了龙，胡越山故最初的蛇，也就是魔鬼撒但，把它捆绑一千年」。根据描述，亞巴頓其實和路西法一樣都是出身於榮耀的天使，但完全不同的是，亞巴頓從未墮落過，亦未曾迷茫過，因為它從一開始的身分是死之暗天使。它擁有著最神聖的邪惡，執行著最殘忍的善良，它渴望救贖人類，但並非使用仁慈的方式，而是以暴制暴的用復仇和死亡來懲戒罪惡。但是在一些神秘学或者一般说来在非正典作品里，它是邪恶的。

### 引用
1. ↑  啟9:11
2. ↑  伯26:6
3. ↑  箴15:11
4. ↑  .   [2009-08-25]. （原始内容存档于2021-01-25）.
5. ↑  Metzger & Coogan (1993) Oxford Companion to the Bible, p3.
6. ↑  The Legends of the Jews, volume II: From Joseph to Exodus （页面存档备份，存于）, Lewis Ginzberg, 1909.
7. 1 2  Atiya, Aziz S. The Coptic Encyclopedia. 纽约: Macmillan Publishing Co., 1991. ISBN 978-0-02-897025-7
8. ↑  Bartholomew福音 （页面存档备份，存于） Featured as Abbaton
9. ↑  Matthew Henry Commentary on Revelation 9[永久]，2007年4月15日
10. ↑  Jamieson, Robert; Fausset, A.R.; and Brown, David (2000-02-19). 启示录第九章评论。 Blue Letter Bible. Retrieved on 2007-04-15 from http://www.blueletterbible.org/cgi-bin/comm_read.pl?book=Rev&chapter=9&verse=11&Comm=Comm%2Fjfb%2FRev%2FRev009.html%2359238%26JF+%5E%26B&Select.x=24&Select.y=0%5B%5D.
11. ↑  Halley (2000) Halley's Bible Handbook with the New International Version, p936.
12. ↑  MacDonald (1995) Believer's Bible Commentary, p2366.
13. ↑  查尔斯·泰兹·罗素，圣经的研讨，第7卷，159页，1917年版
14. ↑  洞察圣经 Page 12
15. ↑  守望台，1961年12月1日英语版,719页
16. ↑  Davidson, Gustav. . 纽约, NY: Macmillan, Inc. 1994年 [1967年]. ISBN 9780029070529.

- Chisholm, Hugh (编). .  1 (第11版). London: Cambridge University Press: 6. 1911.

### 书籍
- 《袖珍聖經辭典》
- Halley, Henry H. James E. Ruark , 编. . Grand Rapids, MI: Zondervan Publishing House. 2000. ISBN 0-310-22479-9.
- MacDonald, William. Art Farstad , 编. . Nashville, TN: Thomas Nelson Publishers. 1995. ISBN 0-8407-1972-8.
- Metzeger, Bruce M.; Michael D. Coogan (编). . Oxford, UK: Oxford University Press. 1993. ISBN 0-19-504645-5.